# 比肖普山 (伊利諾伊州)
比肖普山（英語：Bishop Hill）是位於美國伊利諾伊州亨利縣的一個村落。

## 地理
比肖普山的座標為41°12′03″N 90°07′06″W / 41.20083°N 90.11833°W，而該地最高點為海拔高度238米（即781英尺）。

## 人口
根據2010年美國人口普查的數據，比肖普山的面積為1.38平方千米，當中陸地面積為1.38平方千米，而水域面積為0.00平方千米。當地共有人口128人，而人口密度為每平方千米92人。